# 原奥匈帝国俱乐部
原奥匈帝国俱乐部，位于天津市河北区建国道100号，是原奥匈帝国驻天津领事馆和原奥匈帝国兵营人员休闲娱乐的场所。建于1902年，在当时的天津奥租界（今河北区翔纬路以东，建国道、胜利路以西，滨海路以南的庆安街23号）。该建筑目前为重点保护等级历史风貌建筑。

## 历史
20世纪初，原奥匈帝国俱乐部与原奥匈帝国驻天津领事馆同时建造，当时建成之后，作为领事馆工作人员居住办公休闲娱乐的场所。后来，该俱乐部先被改造为旅馆，随后变为仓库，最后变为普通居民楼。2003年，在海河改造拆迁过程中，施工人员发现该建筑后立即通知了文物保护部门，随后该建筑被证实为原奥匈帝国俱乐部。2005年3月22日，奥匈俱乐部修复工程正式动工，施工人员将对其外檐进行打磨并进行主体加固。修复工作于2005年5月底完工。

## 建筑
原奥匈帝国俱乐部距离原奥匈帝国驻天津领事馆200米左右，为四层外廊奥式风格建筑，建筑顶部设有大屋檐阁楼，顶层为尖顶，最底层在地下。其中，建筑的每一层窗户都为方形，大门的正面还设有两个阳台，均为铁护栏围成。